# هریهواری تیوتینونیک
هریهواری تیوتینونیک (اوکراینی: Григорій Михайлович Тютюнник؛ ۲۳ آوریل ۱۹۲۰ – ۲۹ اوت ۱۹۶۱) شاعر، نویسنده اهل اتحاد جماهیر شوروی سوسیالیستی بود.
وی همچنین برندهٔ جوایزی همچون جایزه ملی شوچنکو شده‌است.